# 1997 AP12
1997 AP12 är en asteroid i huvudbältet som upptäcktes den 7 januari 1997 av de båda japanska astronomerna Takeshi Urata och Yoshisada Shimizu vid Nachi-Katsuura-observatoriet.
Asteroiden har en diameter på ungefär 5 kilometer.